# Rocbaron
Rocbaron é uma comuna francesa na região administrativa da Provença-Alpes-Costa Azul, no departamento de Var. Estende-se por uma área de 20,28 km². Em 2010 a comuna tinha 5 208 habitantes (densidade: 256,8 hab./km²).